# フランク・ワシントン・ヴェリー
フランク・ワシントン・ヴェリー（Frank Washington Very 、1852年 – 1927年11月23日）は、アメリカ合衆国の天文学者。
マサチューセッツ州のセイラムに生まれ､マサチューセッツ工科大学で学んだ。1878年から1895年までアレゲニー天文台で働き、1890年にウェスタン大学（現ピッツバーグ大学）の教授となり、1892年から1896年の間はブラウン大学のラッド天文台の台長を務めた。
ヴェリーの重要な業績のひとつはボロメータをつかって、赤外線を測定し、月や惑星の表面温度を計測したことである。サミュエル・ラングレーは1890年に月の観測についてまとめた論文を発表したが、その中には理由は不明であるが、ヴェリーの観測についての言及はみられない。1891年にヴェリーは自らの月の熱の分布に関する論文を発表し、その中には月食時の測定値も含まれる。1890年にサミュエル・ラングレーに出版されたピッツバーグのアレゲニィ天文台でのヴェリーとの赤外線の共同観測における著作はスヴァンテ・アレニウスによって初の温室効果の計算に使用された。
彼の功績を称えて月のヴェリー・クレータに命名された。